# Hirasea hypolia
Hirasea hypolia é uma espécie de gastrópode da família Endodontidae.
É endémica do Japão.